# Nördliche Dreiblattspiere
Die Nördliche Dreiblattspiere (Gillenia trifoliata) ist eine Pflanzenart aus der Gattung Gillenia in der Familie der Rosengewächse.

## Merkmale
Die Nördliche Dreiblattspiere ist eine ausdauernde, krautige Pflanze, die Wuchshöhen von 50 bis 100 Zentimetern erreicht. Die oberen und unteren Stängelblätter ähneln sich. Auf der Unterseite der Blätter befinden sich keine Drüsen. Die 5 bis 10 Millimeter langen Nebenblätter sind hinfällig, kleinflächig, pfriemlich, linealisch bis lanzettlich, ganzrandig, gewimpert oder mit einzelnen Zähnen besetzt. Die Kronblätter sind 12 bis 2 Millimeter lang und meistens rosa.
Die Blütezeit reicht von Juni bis August.

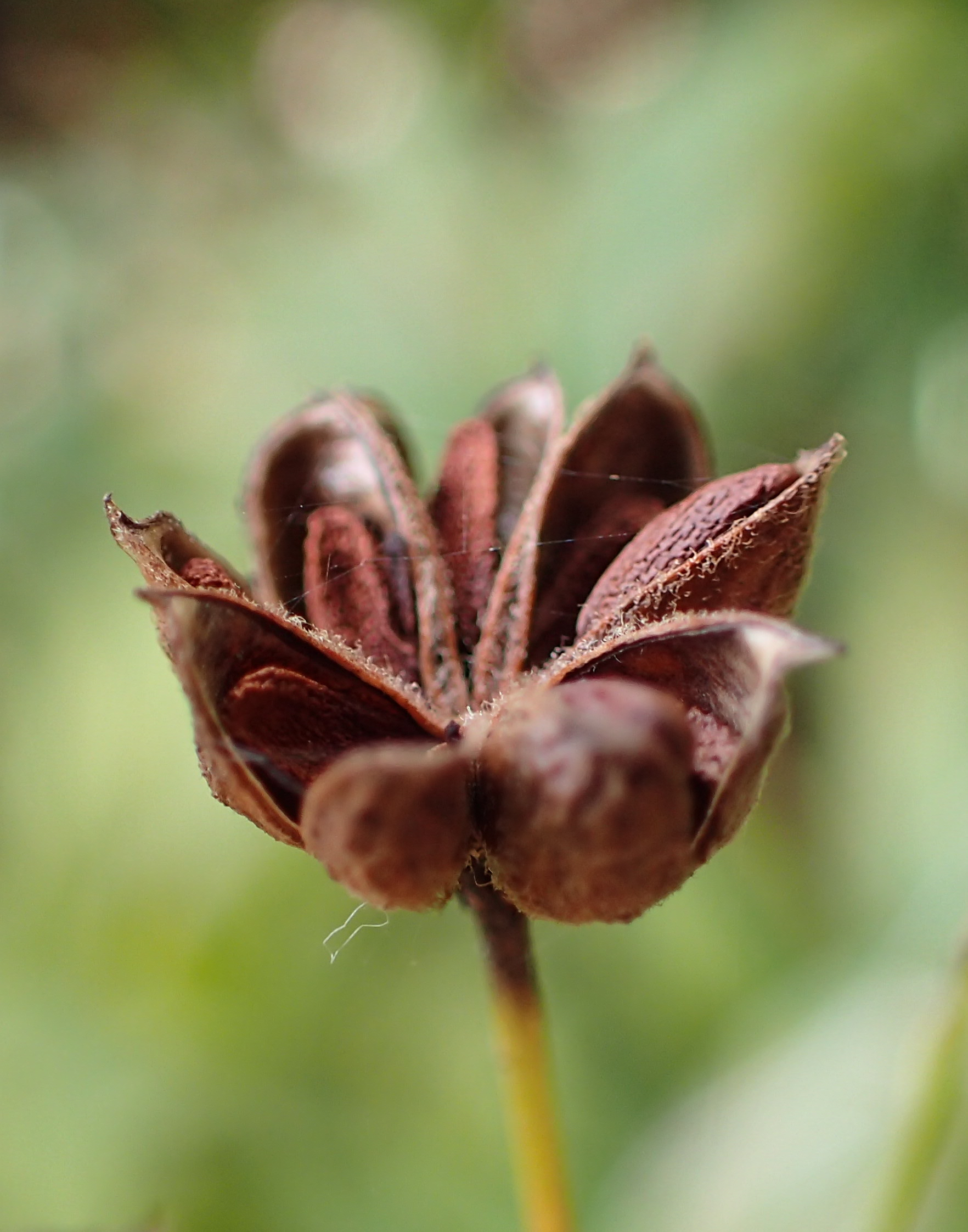
Nördliche Dreiblattspiere (Gillenia trifoliata), Fruchtstand

## Systematik und Verbreitung
Die Nördliche Dreiblattspiere kommt in Kanada in Ontario und in den USA im Nordosten, Osten und Südosten vor. Die Art wächst in trockenen bis feuchten Bergwäldern. Die Erstbeschreibung erfolgte 1753 als Spiraea trifoliata durch Carl von Linné in Species Plantarum. 1802 stellte Conrad Moench die Art in die von ihm neu aufgestellte Gattung Gillenia.

## Nutzung
Die Nördliche Dreiblattspiere wird selten als Zierpflanze für Gehölzränder und Staudenbeete genutzt.